# Bublen
Bublen (słow. też: sedlo Bublen, 1510 m) – szeroka przełęcz w grupie górskiej Małej Fatry na Słowacji, w głównym grzbiecie jej północno-wschodniej części, zwanej Małą Fatrą Krywańską.

## Położenie
Przełęcz znajduje się mniej więcej w połowie drogi między Wielkim Krywaniem a Małym Krywaniem, w miejscu, w którym grzbiet wygina się najbardziej ku północy. Po stronie wschodniej ogranicza ją spiętrzenie grzbietu zwane Pekelník (1609 m), natomiast po stronie zachodniej wyraźnie niższy garb zwany Koniarky (1535 m). Stoki północne przełęczy schodzą – początkowo dość łagodnie – ku zamknięciu Doliny za Kraviarskym (odnoga doliny Vratnej). Stoki południowe natomiast opadają stromo ku zamknięciu doliny potoku Studenec

## Flora
Odcinek grzbietu z przełęczą i ograniczającymi ją wzniesieniami pokrywają górskie łąki, na zboczach lokalnie poprzerastane tylko kępami kosodrzewiny lub karłowatej jarzębiny. Miejscami wyglądają z murawy drobne skałki lub niewielkie usypiska szutru. Zimą na północnych zboczach przełęczy istnieje niebezpieczeństwo lawin śnieżnych.

## Turystyka
Siodło przełęczy nie miało nigdy znaczenia jako przejście z jednej strony grzbietu na drugą. Obecnie znajduje się na nim węzeł znakowanych szlaków turystycznych. Biegnący główną granią szlak czerwony to odcinek międzynarodowego szlaku pieszego E 3.

## Szlaki turystyczne
odcinek: Nezbudská Lúčka – Podhradské – Chata pod Suchým – sedlo Príslop pod Suchým – Javorina – Suchý – sedlo Vráta – Stratenec – sedlo Priehyb – Mały Krywań – Koniarky – Bublen – Pekelník – Wielki Krywań – Snilovské sedlo. Czas przejścia: 7.10 h, ↓ 6.25 h:
  Belá (Bránica) – Malá Bránica – Sedlo na koni – Hole – Koniarky – Bublen. Czas przejścia 3.05 h, ↓ 2.50 h
  Bublen – Chrapáky – Sedlo na koni